# Esperança Futebol Clube (Nova Friburgo)
Esperança Futebol Clube foi uma agremiação esportiva de Nova Friburgo.  Foi o segundo time a ser criado em Nova Friburgo.

## História
Inicialmente se chamava União Futebol Clube, após um ano de disputa mudou de nome. O primeiro campo do Esperança situava-se no Paissandu, onde funcionou até sua venda na década de 80, chamava-se Oscar Machado.
Foi campeão do Campeonato Citadino de Nova Friburgo 8 vezes. Disputou o Torneio Otávio Pinto Guimarães de 1969. 
Em 1973 o Esperança se fundiu com o Esporte Clube Conselheiro Paulino. O nome do Esperança foi mantido. No dia 11 de abril de 1974 foi realizado um jogo de despedida entre as duas equipes para comemorar a fusão.
O Esperança se fundiu com o Friburgo Football Club para formar o Nova Friburgo Futebol Clube.

## Títulos
- Campeão friburguense: 1931, 1939, 1941, 1943, 1944, 1948, 1955, 1961 e 1976;

Vice-campeão Fluminense: 1944

## Estatísticas

### Participações
| Competição                | Temporadas | Melhor campanha     | Estreia | Última | P | R |
| ------------------------- | ---------- | ------------------- | ------- | ------ | - | - |
| Campeonato Fluminense     | 2          | Vice-campeão (1944) | 1943    | 1944   | – | – |
| Citadino de Nova Friburgo | 12         | Campeão (8 vezes)   | 1931    | 1961   | – | – |